# Toyota Corolla Spacio
Der Toyota Corolla Spacio (auch Supashio Spacio genannt) ist ein Kompaktvan, den Toyota von Anfang 1997 bis Frühjahr 2009 herstellte. Der Name "Supashio" ist das Gefühl von Raum, abgeleitet vom italienischen "Spazio". Die zweite Generation des Spacio wurde als Corolla Verso in Europa angeboten.
Von Frühjahr 2004 bis Frühjahr 2009 wurde der Corolla Verso für Europa vom türkischen Toyota-Werk produziert, während die Produktion des Spacio in Japan Mitte 2007 endete.
Seit Frühjahr 2009 ersetzt der Toyota Verso den Corolla Verso/Spacio sowie den Toyota Avensis Verso.

## Corolla Spacio (E110N, 1997–2001)
Im Januar 1997 erschien der kompakte Minivan auf Basis des Corolla, der in Japan und in Nordamerika verkauft wurde. Erhältlich war er entweder viersitzig mit zwei Sitzreihen (2-0-2) oder mit drei Sitzreihen (2-2-2). Mit dem 1,8-Liter-Motor war Allradantrieb optional erhältlich. Serienmäßig war ein 4-Gang-Automatikgetriebe verbaut. Sein Aussehen unterschied sich von den übrigen Varianten des Corolla. Im Innenraum hatte er als einzige Corolla-Version einen digitalen Tachometer. Entwickelt und gebaut wurde er von Kanto Auto Works.

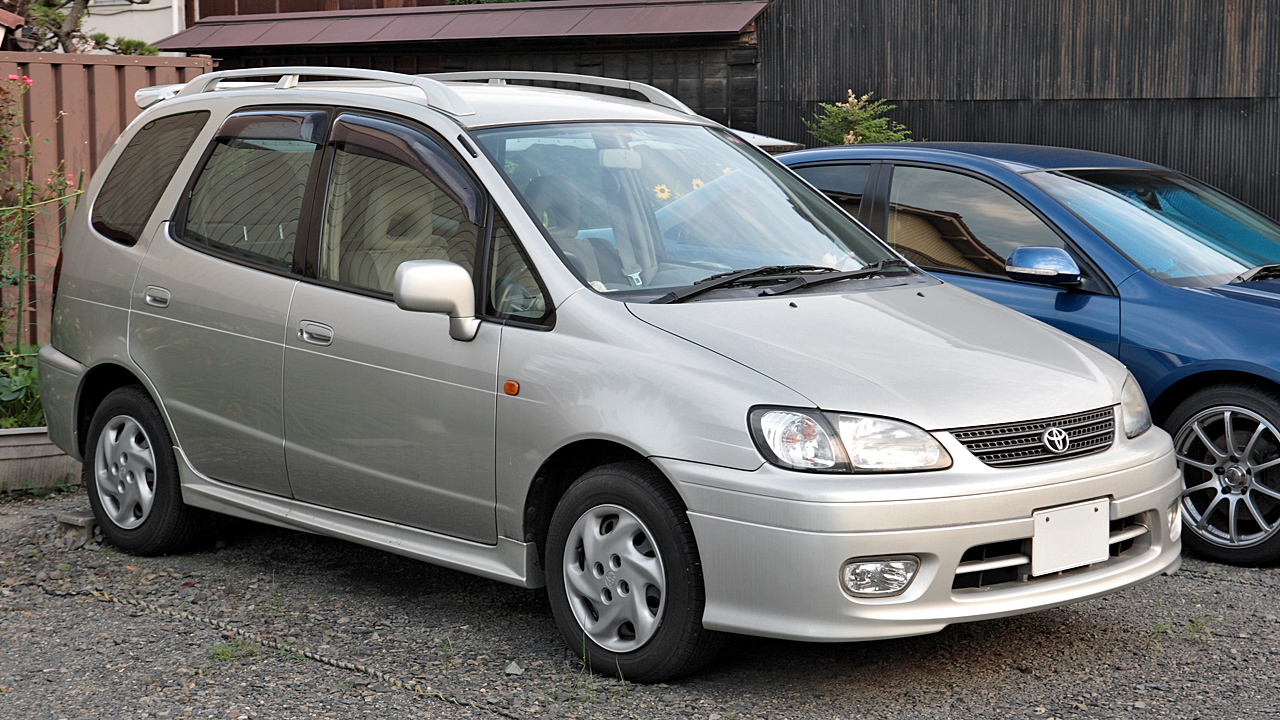
Toyota Corolla Spacio (1999–2001)

Im Juli 1997 wurde eine 5-Sitzer Version 2-3-0) ins Programm aufgenommen. Leichte Verbesserungen gab es im April 1998.
Im April 1999 wurden kleinere Änderungen vorgenommen, die sich im Wesentlichen auf die Überarbeitung des Designs konzentrierten: ein Sport Aero-Kit in Karosseriefarbe und einen Drehzahlmesser.
Ottomotoren
- 1.3i, Vierzylinder mit 1332 cm³ Hubraum in Reihenbauart mit 63 kW (84 PS), 1997–2000
- 1.6 Aut., Vierzylinder mit 1587 cm³ Hubraum in Reihenbauart mit 79 kW (107 PS), 1997–2000
- 1.6, Vierzylinder mit 1598 cm³ Hubraum in Reihenbauart mit 81 kW (110 PS), 1997–2001
- 1.8 AWD, Otto-Vierzylinder mit 1762 cm³ Hubraum in Reihenbauart mit 81 kW (110 PS), 1997–2002

Dieselmotoren
- 2.0 D, Vierzylinder mit 1975 cm³ Hubraum in Reihenbauart mit 53 kW (72 PS), 1997–1999
- 2.0 D-4D, Vierzylinder mit 1995 cm³ Hubraum in Reihenbauart mit 66 kW (90 PS), 2000–2002

## Corolla Spacio/Corolla Verso (E120N, 2001–2007)
Im Mai 2001 wurde ein neues Modell vorgestellt, das ab Ende 2001 als Corolla Verso auch in Europa verkauft wurde. Markanteste Änderung zum Vorgänger war das nun mit sieben Sitzen und drei Sitzreihen ausgerichtete Innenraumkonzept. Als Antrieb dienten die auch in Europa angebotenen Benziner. Jedoch gab es den Spacio in Japan serienmäßig mit Viergang-Automatikgetriebe und optionalem Allradantrieb.
Während der Corolla Verso im Frühjahr 2004 ein umfassendes Facelift erhielt, wurde der Spacio im September 2005 leicht überarbeitet mit geänderten Scheinwerfern und leichter Innenraumüberarbeitung. Jedoch entsprach diese Version nicht komplett dem Modell in Europa.
Im Juni 2007 endete die Produktion des Spacio in Japan. Die Position der kleineren Versionen übernahm der Sienta, während die größeren durch den Avensis Verso ersetzt wurden.
Seit April 2009 wird wie in Europa der Toyota Verso angeboten.

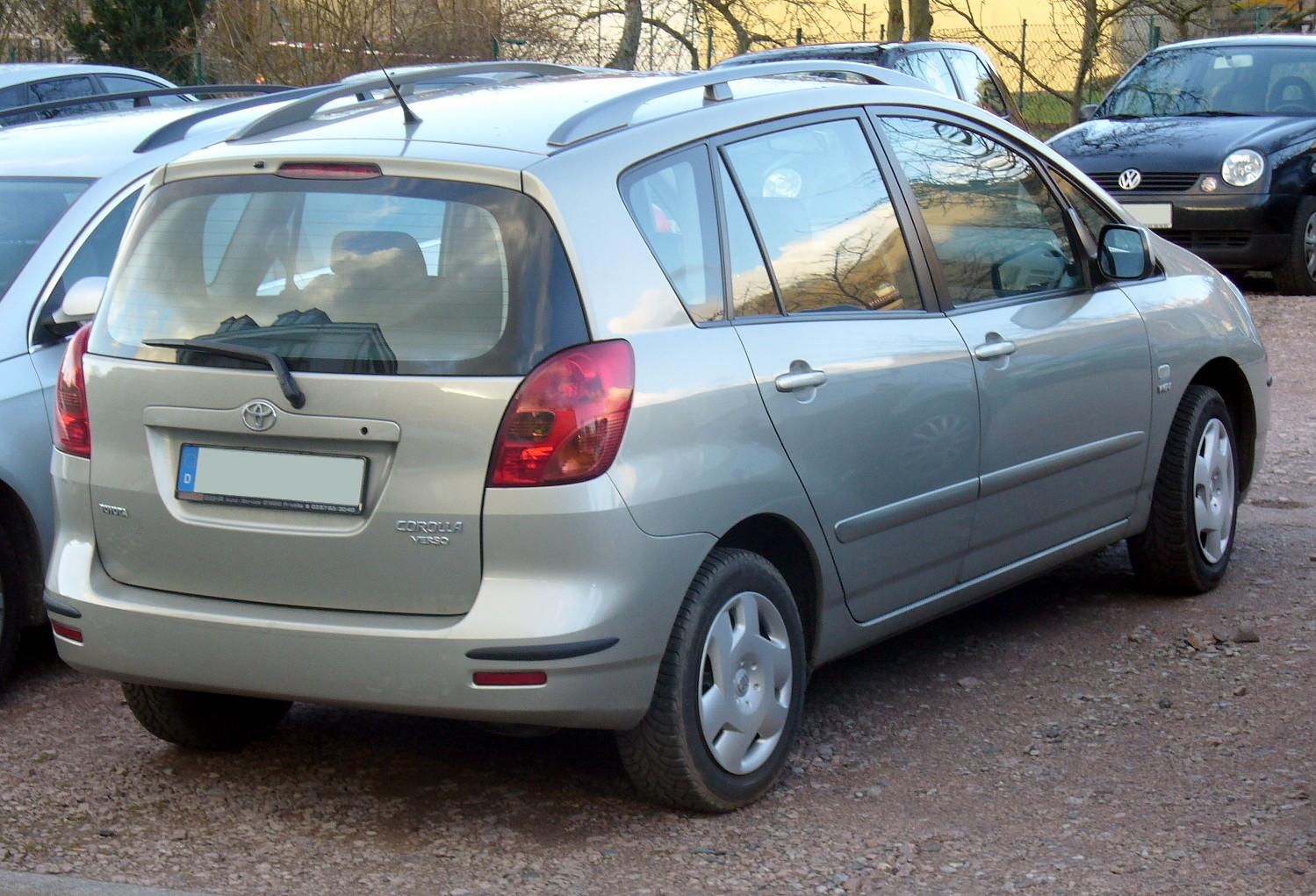
Heckansicht
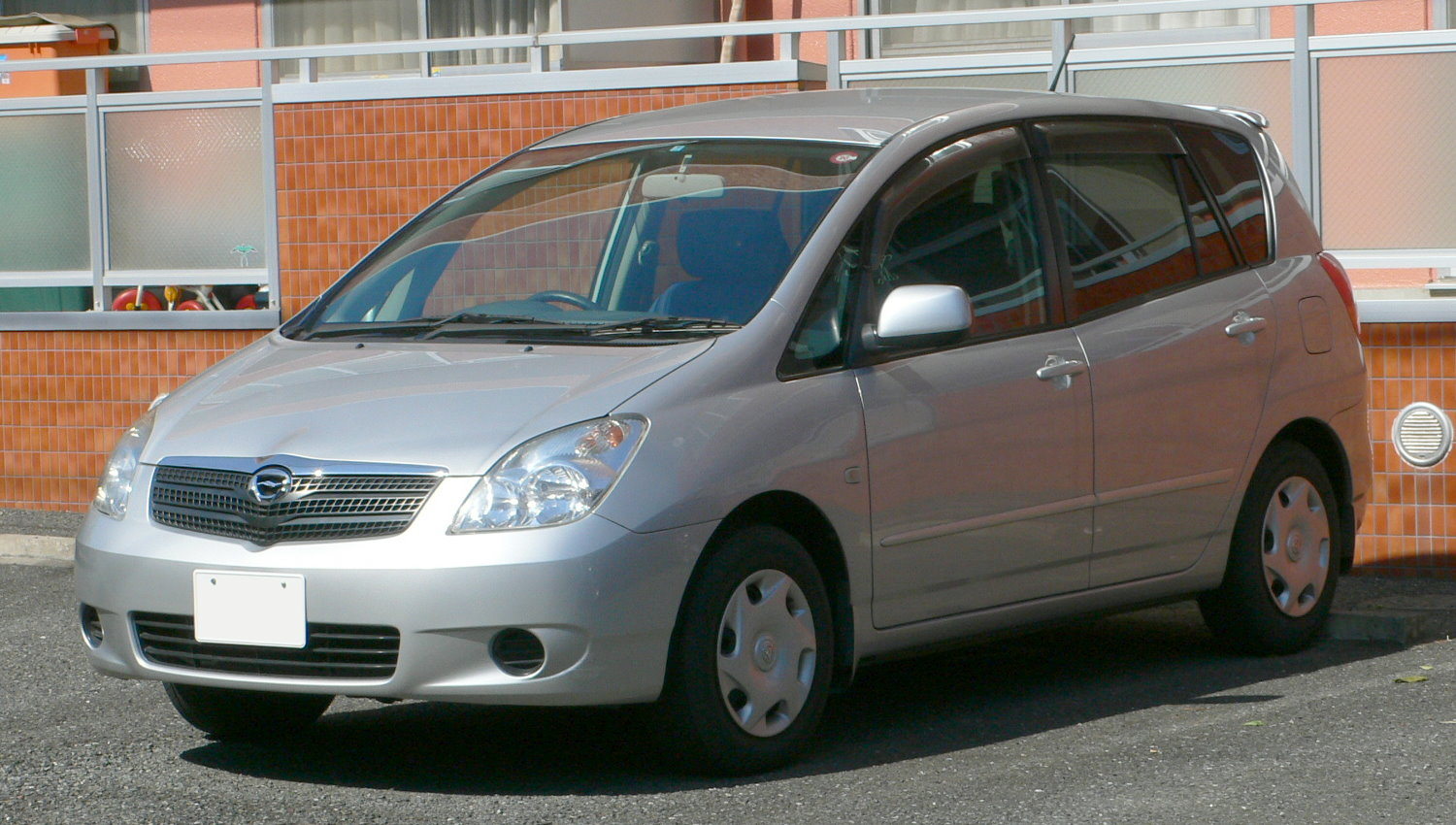
Toyota Corolla Spacio (2001–2003)
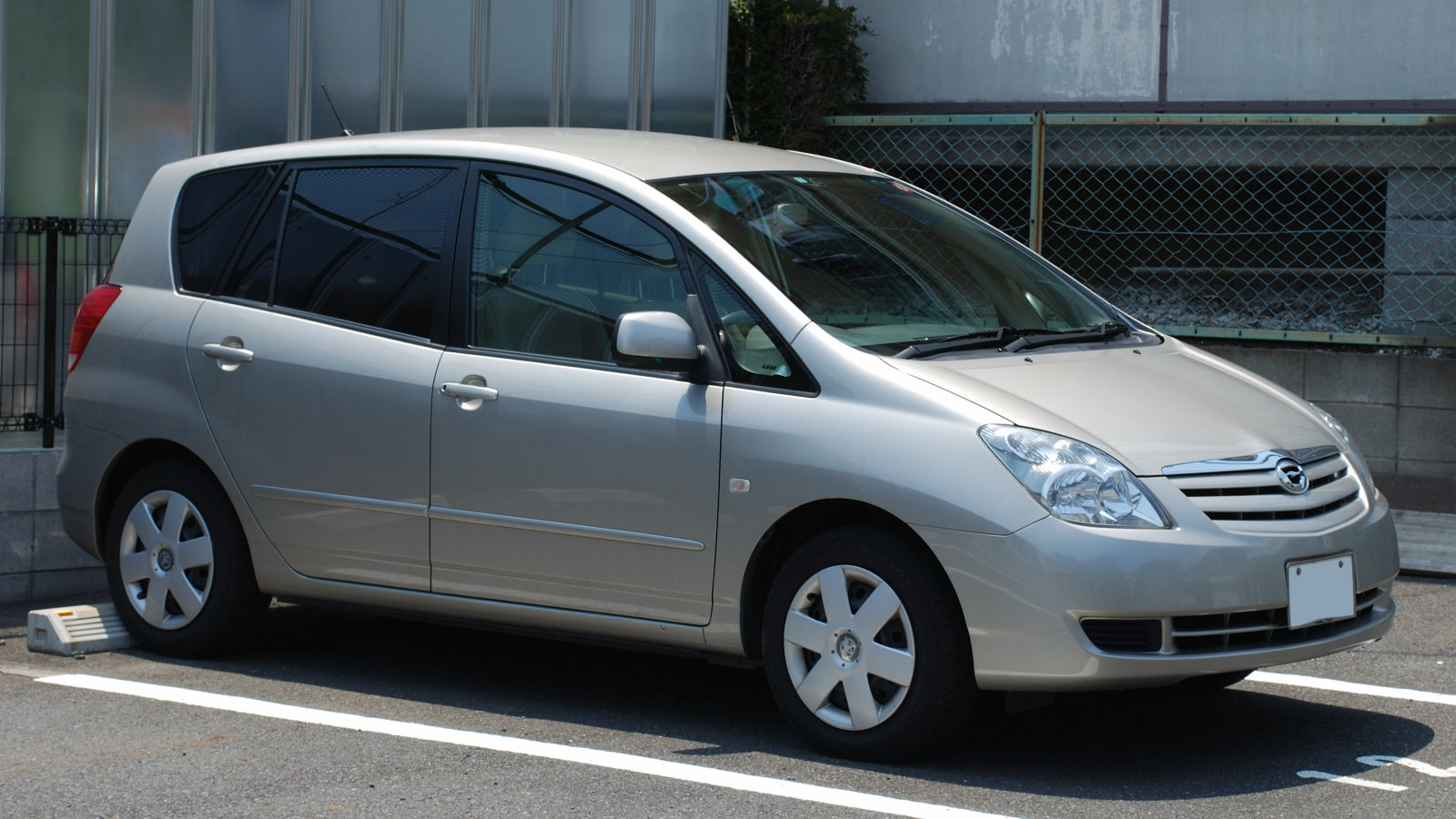
Toyota Corolla Spacio (2003–2007)

Benziner
- 1.6 VVT-i – Vierzylinder mit 1598 cm³ Hubraum in Reihenbauart mit 81 kW (110 PS), 2001–2004
- 1.8 VVT-i – Vierzylinder mit 1794 cm³ Hubraum in Reihenbauart mit 99 kW (135 PS), 2001–2004

Diesel nur in Europa
- 2.0 D-4D – Vierzylinder mit 1995 cm³ Hubraum in Reihenbauart mit 66 kW (90 PS), 2001–2004

## Corolla Verso (ZER/ZZE, 2004–2009; nur Europa)

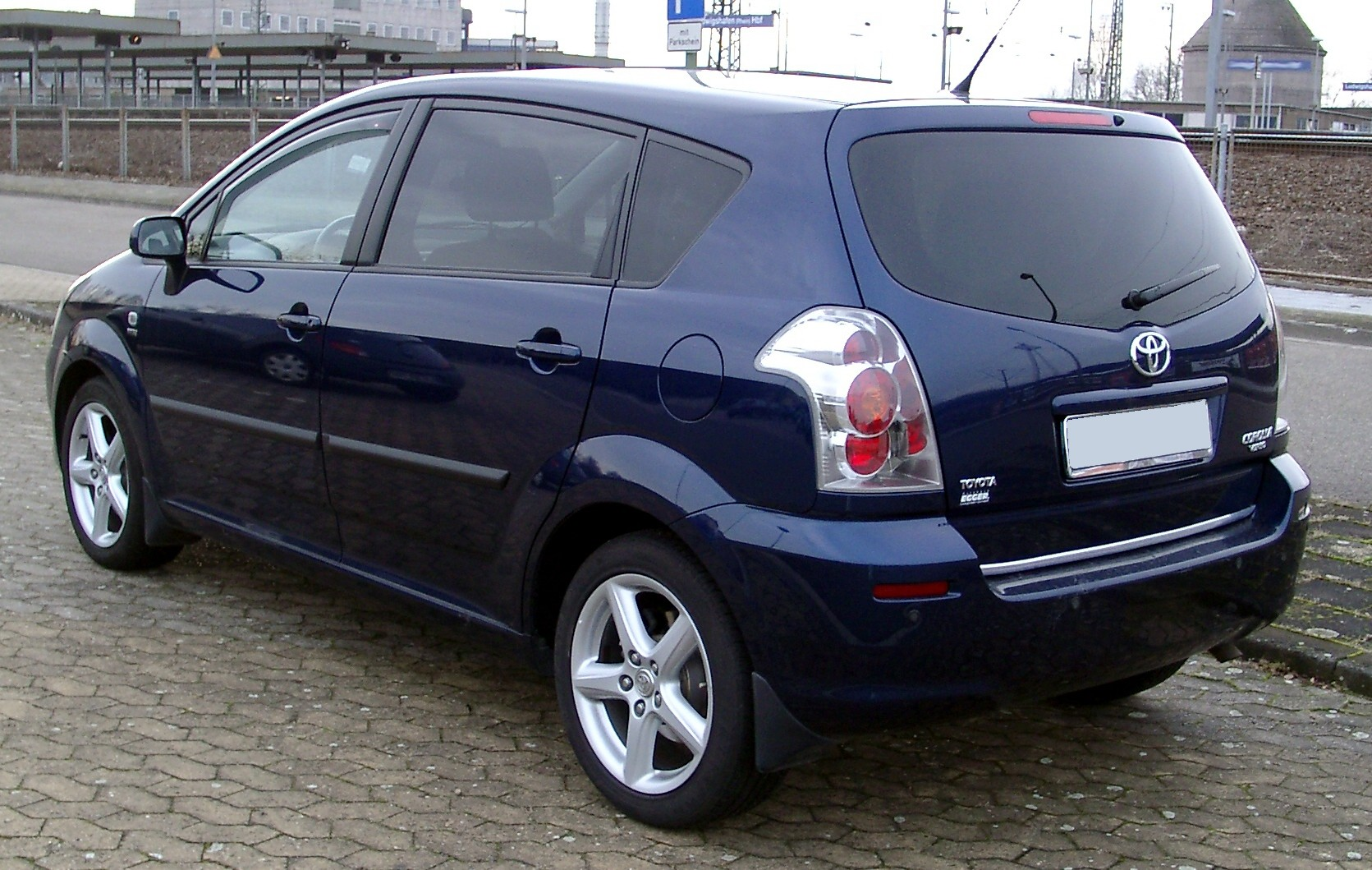
Heckansicht

Im April 2004 kam ein neuer Corolla Verso auf den Markt. Von diesem Zeitpunkt an liefen die für Europa bestimmten Modelle bei Toyota Motor Manufacturing Turkey vom Band.
Obwohl es technisch sowie optisch durchaus Veränderungen gab, handelte es sich dabei nur um eine stark modifizierte Variante des Vorgängers.
Ab Herbst 2005 war auch ein neuer 2,2 Liter großer Dieselmotor erhältlich. Das Aggregat war mit 130 kW (177 PS) seinerzeit der leistungsstärkste Dieselmotor in einem Kompaktvan. Bezüglich der Abgasreinigung stattete Toyota das Fahrzeug mit der eigenen D-CAT-Technologie aus, die einen Speicherkatalysator beinhaltete.
Im Sommer 2007 wurde eine kleine Modellpflege durchgeführt. Der Corolla Verso bekam optisch einen überarbeiteten – jetzt am Auris angelehnten – Kühlergrill, neue Stoßfänger und ein verändertes Layout der Heckleuchten. An den Motoren wurden keine Änderungen vorgenommen.
Im März 2009 endete die Produktion des Kompaktvans. Er wurde durch den Toyota Verso ersetzt.
Benziner
- 1.6 VVT-i – Vierzylinder mit 1598 cm³ Hubraum in Reihenbauart mit 81 kW (110 PS), 2004–2009
- 1.8 VVT-i – Vierzylinder mit 1794 cm³ Hubraum in Reihenbauart mit 95 kW (129 PS), 2004–2009

Diesel
- 2.0 D-4D – Vierzylinder mit 1995 cm³ Hubraum in Reihenbauart mit 85 kW (116 PS), 2004–2006
- 2.2 D-4D – Vierzylinder mit 2231 cm³ Hubraum in Reihenbauart mit 100 kW (136 PS), 2005–2009
- 2.2 D-CAT – Vierzylinder mit 2231 cm³ Hubraum in Reihenbauart mit 130 kW (177 PS), 2005–2009

- Heckansicht